# Diadegma meridionator
Diadegma meridionator là một loài tò vò trong họ Ichneumonidae.